# ماقوو
ماقوو (به لاتین: Maqov) یک منطقه مسکونی در جمهوری آذربایجان است که در شهرستان زاقاتالا واقع شده است. ماقوو ۴۳۲۱ نفر جمعیت دارد.